# Прапор Кислівки (Куп'янський район)
Пра́пор Кислі́вки — один з офіційних символів села Кислівка, Куп'янський район Харківської області, затверджений рішенням сесії Кислівської сільської ради.

## Опис прапора
Квадратне полотнище з вміщеними на ньому кольорами і фігурами малого герба.